# Alvin Plantinga
Alvin Carl Plantinga (né le 15 novembre 1932 à Ann Arbor dans le Michigan) est un philosophe américain et professeur de philosophie à l'University of Notre-Dame dans l'Indiana. Il se rattache au courant de la philosophie analytique, et mène des recherches en premier lieu en philosophie des religions, en épistémologie (particulièrement concernant la justification épistémologique), et en logique.

## Activités professionnelles et de recherche
Il est notamment connu pour des arguments métaphysiques et épistémologiques contre le naturalisme et en faveur de la croyance religieuse. Il maintient une conception abstraite des mondes possibles, contre le réalisme modal de David Lewis. Bien que protestant, Plantinga enseigne dans une université catholique.

## Publications
- God and Other Minds: A Study in the Rational Justification of Belief in God, Ithaca, N.Y., Cornell University Press, 1967.
- The Nature of Necessity, Oxford, Clarendon Press, 1974.
- Reason and Belief in God, dans Faith and Rationality: Reason and Belief in God, éd. Alvin Plantinga et Nicholas Wolterstorff, Notre Dame, University of Notre Dame Press, 1983.
- Warrant: the Current Debate, New York, Oxford University Press, 1993.
- Warrant and Proper Function, New York, Oxford University Press, 1993.
- The Analytic Theist: An Alvin Plantinga Reader, Grand Rapids (Michigan), William B. Eerdmans Publishing, 1998 (recueil de textes, extraits de livres et articles, couvrant la période 1967-1995, édité par James Senett).
- Warranted Christian Belief, New York, Oxford University Press, 2000.
- Knowledge of God (with Michael Tooley), Oxford, Blackwell Publishing, 2008.
- Where the Conflict Really Lies: Science, Religion and Naturalism, Oxford University Press, 2011.

### Traductions françaises
- "Deux concepts de la modalité: le réalisme modal et le réductionnisme modal" ("Two Concepts of Modality: Modal Realism and Modal Reductionism", trad. F. Nef), in E. Garcia et F. Nef (éds), Métaphysique contemporaine (collection : Textes-clés), Paris, Vrin, 2007, pp. 269–307.
- Dieu, la liberté et le mal (God, Freedom and Evil), in C. Michon et R. Pouivet (éds), Philosophie de la religion : approches  contemporaines (collection : Textes-clés), Paris, Vrin, 2010.